# KK Cibona Zagreb
KK Cibona Zagreb (Košarkaški Klub Cibona Zagreb) is een basketbalclub uit Zagreb, Kroatië. Ze spelen in de A1 Liga, Adriatic League en ze doen regelmatig mee in de EuroLeague.

## Geschiedenis
Cibona is de succesvolste basketbalclub in Kroatië. Cibona werd in 1946 opgericht als Sloboda, wat Vrijheid betekent. De club veranderde regelmatig van naam zoals SD Zagreb (Sports Gemeenschap Zagreb), Vihor (Wervelwind), Polet en Lokomotiva. De naam Lokomotiva werd 25 jaar gebruikt.
In november 1975 splitste de club zich af van de Lokomotiva sports society. De hoofdsponsors van de club werden de vier grootste bedrijven (door de staat beheerd) in de voedselindustrie. Dat waren Kraš, Franck, Badel en Voće. De club nam de naam Cibona aan. Cibona komt van het Latijnse cibus bonus, wat goed eten betekent.
KK Cibona had zijn succesvolste jaren van 1984 tot 1986 met spelers als Dražen Petrović, zijn broer Aleksandar Petrović, Zoran Čutura en Franjo Arapović. Ze wonnen twee keer de EuroLeague. De club speelt zijn thuiswedstrijden in de Dražen Petrović Basketbalhal.

## Verschillende namen

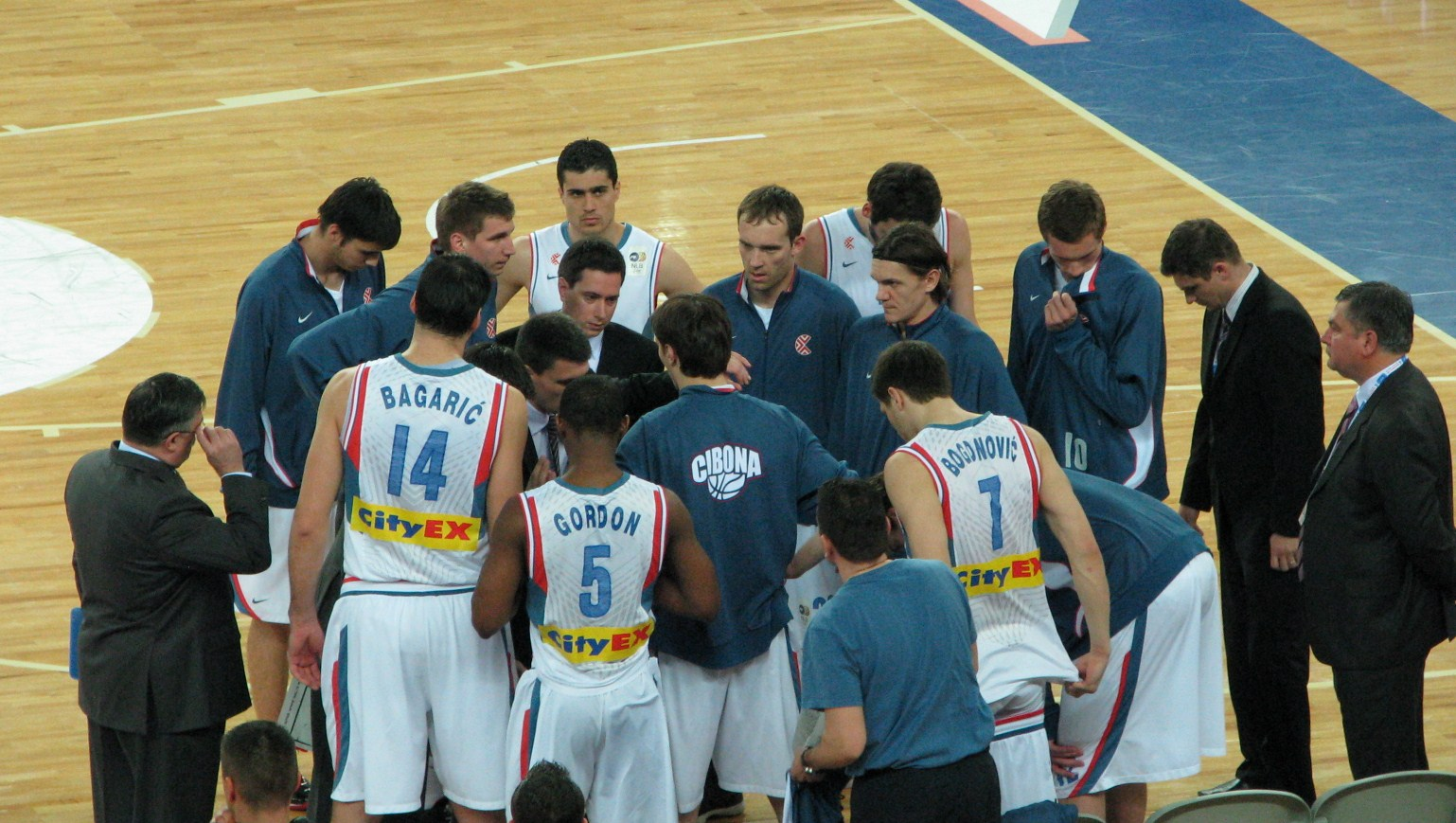
KK Cibona spelers in NLB League Finale 2010.

- 1946-1947: KK Sloboda
- 1947-1948: SD Zagreb
- 1948-1949: KK Vihor
- 1949-1950: KK Polet
- 1950-1975: KK Lokomotiva
- 1975-heden: KK Cibona

## Erelijst
- Landskampioen Joegoslavië: 3
  - Winnaar: 1982, 1984, 1985
  - Tweede: 1961, 1971, 1981, 1986
- Bekerwinnaar Joegoslavië: 8
  - Winnaar: 1969, 1980, 1981, 1982, 1983, 1985, 1986, 1988
  - Runner-up: 1972, 1991
- Landskampioen Kroatië: 20
  - Winnaar: 1992, 1993, 1994, 1995, 1996, 1997, 1998, 1999, 2000, 2001, 2002, 2004, 2006, 2007, 2009, 2010, 2012, 2013, 2019, 2022
  - Tweede: 2003, 2005, 2014, 2015, 2016, 2017, 2018
- Kup Krešimir Ćosić: 7
  - Winnaar: 1995, 1996, 1999, 2001, 2002, 2009, 2013
  - Runner-up: 1992, 1994, 1997, 2000, 2003, 2005, 2008, 2010
- EuroLeague: 2
  - Winnaar: 1985, 1986
- Saporta Cup: 2
  - Winnaar: 1982, 1987
- Korać Cup: 1
  - Winnaar: 1972
  - Runner-up: 1980, 1988
- FIBA Europe SuperCup Men:
  - Runner-up: 1986
- Triple Crown: 1
  - Winnaar: 1985

## Bekende (oud)-spelers

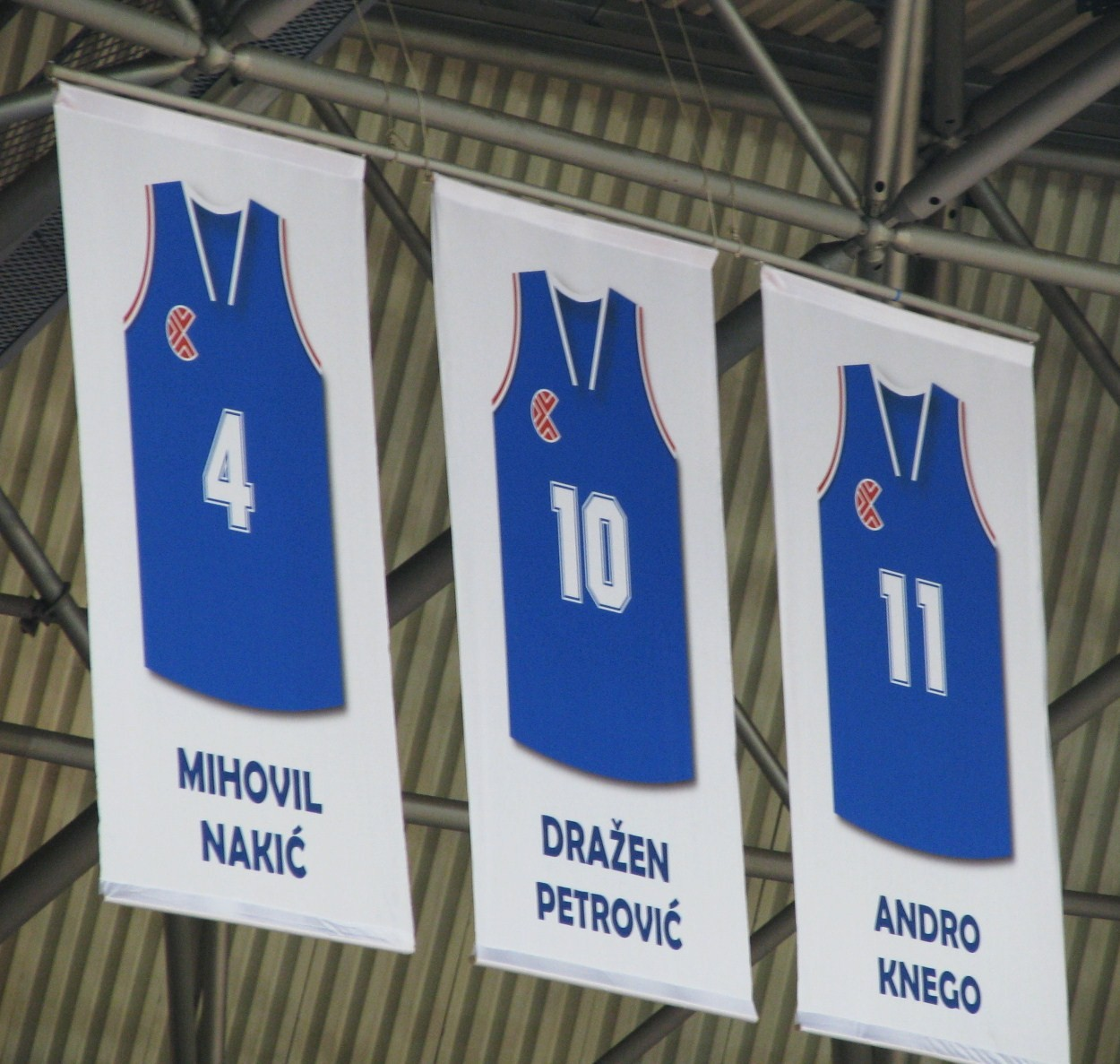
Nakić, D. Petrović & Knego's shirt hangen aan het plafond van de Dražen Petrović Basketball Hall.

| - Aleksandar Petrović - Aramis Naglić - Zdravko Radulović - Vladan Alanović - Alan Gregov - - Damir Mulaomerović - Goran Kalamiza - Dalibor Bagarić - Vladimir Krstić - Josip Sesar | - Zoran Planinić - Dino Rađa - Andrija Žižić - Marko Popović - Marko Tomas - Krešimir Ćosić - Nikola Plećaš - Zoran Čutura - Franjo Arapović - Drago Pašalić | - Danko Cvjetičanin - Mirko Novosel - Dražen Petrović - Dražen Anzulović - Slaven Rimac - Gordan Giriček - Nikola Prkačin - Davor Kus - Mihovil Nakić - Andro Knego | - Mihovil Nakić-Vojnović - Paolo Marinelli - Kristijan Krajina - Domagoj Proleta - - Bojan Bogdanović - Jevgeni Kisoerin - - Chris Warren - - Rawle Marshall - Scoonie Penn - Alan Anderson | - Jamont Gordon - Chucky Atkins - Alex Stein |